# Медаль за службу в Збройних силах (США)
Меда́ль за слу́жбу в Збро́йних си́лах (США) (англ. Armed Forces Service Medal) — військова нагорода США. Медаль за службу в Збройних силах була заснована Указом Президента США Біллом Клинтона № 12985 від 11 січня 1996 року.